# Werner Berndt (Fußballspieler)
Werner Berndt (* 17. Juli 1927 in Kaiserslautern; † November 2014) war ein deutscher Fußballtorwart.

## Karriere
Der Torwart Werner Berndt, eigentlich gelernter Linksaußen, spielte von 1946 bis 1948 beim 1. FC Kaiserslautern. In dieser Zeit absolvierte er 19 Ligaspiele für den FCK. 1947/48 wurden die „Roten Teufel“ französischer Zonenmeister (8:1 und 4:8 gegen den VfL Konstanz). In beiden Finalspielen hütete Berndt das Tor des FCK.
1949 wechselte er auf Anraten von Fritz Walter zum VfR Kaiserslautern. Walter war damals neben seiner Spielertätigkeit beim 1. FC Kaiserslautern auch Trainer des VfR Kaiserslautern. Beim VfR spielte Berndt noch lange Zeit und kam auf etwa 500 Spiele für den Verein. Konkret wird er in der Fußball-Oberliga Südwest von 1952 bis 1960 mit 260 Ligaspielen für die Mannschaft vom Erbsenberg geführt. Er ist damit Rekordspieler des VfR Kaiserslautern.
Nach dem Ende seiner Karriere in der 1. Mannschaft des VfR spielte er noch bis 1981 in der Altherrenmannschaft des Vereins. Hier spielte er wieder als Feldspieler. Berndt war auch Leiter der Tennisabteilung des VfR Kaiserslautern und bekleidete verschiedene weitere Ämter im Verein.
Werner Berndt ist der Sohn von Karl Berndt, dem Trainer des FCK von 1938 bis 1944. Werner Berndt verstarb im November 2014, er wurde 87 Jahre alt.